# Літературний енциклопедичний словник
Літературний енциклопедичний словник — однотомний російськомовний науково-популярний словник з літератури виданий у Москві видавництвом «Радянська енциклопедія» у 1987 році накладом 100 000 екземплярів. Роздрібна ціна складала 9 карбованців 50 копійок.

## Вміст
Словник складається з двох частин:
- першу частину складають біля 1 700 статтей і довідок, які являють собою терміни і поняття, що використовують у літературознавстві фольклористиці, літературній критиці. До неї входять також статті і довідки історико-літературного характеру — про національні літератури, про важливі літературні і фольклорні пам'ятники, про напрямки, рухи, школи в літературі і літературознавстві, про літературно-суспільні рухи і об'єднання, про російські та радянські журнали тощо;
- друга частина — анотований покажчик імен авторів художніх творів включає близько 8 000 біобібліографічних довідок про радянських та зарубіжних письменників. Кожна довідка містить дати життя, національну (державну) приналежність автора, мову творів, основні твори з датами їх створення чи публікації, короткий список основних видань творів автора та літератури про нього (монографії та бібліографічні покажчики)[1].

Інформація словника розміщена на 752-х сторінках.

## Редакційна колегія
Видання створене під загальною редакцією Вадима Кожевникова і Петра Ніколаєва. До редакційної колегії увійшли: Л. Г. Андреєв, М. І. Балашов, А. Г. Бочаров, М. Л. Гаспаров, Ч. Г. Гусейнов, З. С. Кедріна, М. Б. Козьмін, В. І. Кулешов, Д. С. Лихачов, Д. Ф. Марков, О. О. Михайлов, С. В. Нікольський, М. М. Пархоменко, В. Ф. Піменов, А. Г. Соколов, М. Н. Хитров.